# 아지카와구치역
아지카와구치역(일본어: 安治川口駅, あじかわぐちえき 아지카와구치에키[*])은 일본 오사카부 오사카시 고노하나구에 위치한 서일본 여객철도의 역이다.

## 개요
어번 네트워크 구역의 일부로 이코카 및 제휴 IC 카드의 사용이 가능하다. 또, 아지카와구치에 발착하는 장거리 승차권에서는 서일본 여객철도 지정 특정도구시내 제도의 적용을 받는다. 아지카와구치는 '오사카 시내'에 해당한다.

## 역 구조
서일본 여객철도의 역은 섬식 1면 2선의 승강장을 가진 지상역으로 역사는 고가화되어 있다. 개찰구는 1개소만 있다. 최근에는 초록 창구가 설치되었다.

### 승강장
| 1 | ■ JR 유메사키 선 | 니시쿠조・오사카 방면 |
| 2 | ■ JR 유메사키 선 | 사쿠라지마 방면       |

## 역사
- 1898년 4월 5일: 니시나리 철도 오사카 ~ 아지카와구치 간 개업.
- 1905년 4월 1일: 덴포잔 역까지 연장하여 도중역이 되었다.
- 1906년 12월 1일: 국유화.
- 1909년 10월 12일: 노선 명칭에 따라 니시나리 선의 소속이 되었다.
- 1940년 1월 29일: 역 구내에 가솔린 차량의 탈선으로 인한 전복 화재 사고가 발생하였다.
- 1943년 11월 21일: 오사카 북항역에의 화물 지선 개업.
- 1961년 4월 25일: 오사카 순환선 전 구간 개통에 수반해 '사쿠라지마 선'으로 명칭 변경
- 1982년 11월 15일: 오사카 북항역에의 화물 지선 폐지
- 1999년 11월 27일: 고가역사화.
- 2001년 3월 1일: JR 유메사키선 애칭 사용 개시.
- 2003년 11월 1일: 이코카의 사용이 개시되었다.

## 인접정차역
| 서일본 여객철도 사쿠라지마 선 | 서일본 여객철도 사쿠라지마 선 | 서일본 여객철도 사쿠라지마 선 |
| ----------------------------- | ----------------------------- | ----------------------------- |
| 니시쿠조 방면                 | ■ JR 유메사키 선              | 유니버설시티 사쿠라지마 방면  |